# Hadena melanochrea
Hadena melanochrea är en fjärilsart som beskrevs av Otto Staudinger 1891. Hadena melanochrea ingår i släktet Hadena och familjen nattflyn. Inga underarter finns listade i Catalogue of Life.